# 契訶夫 (莫斯科州)
契訶夫（羅馬化：Chekhov）是俄羅斯莫斯科州的一個城市，位於莫斯科以南。2002年人口72,917人。
1954年設市前以所在河流名名為。

## 姐妹城市
- 捷克普日布拉姆
- 美国薩拉托加泉